# Thomas Kyd
Thomas Kyd (Londres, 3 de noviembre de 1558 – 16 de julio de 1594) fue un dramaturgo inglés, autor de La tragedia española, una sangrienta pieza (considerada antecedente de Hamlet) que tuvo gran éxito e influencia en su época. Thomas Kyd es una de las figuras más importantes del teatro isabelino. 
A pesar de que era muy conocido en su propia época, la obra de Kyd permaneció enterrada hasta 1773, año en que Thomas Hawkins, uno de los primeros editores de La tragedia española, descubrió que Kyd era nombrado como autor de la obra en la Apologie for Actors (1612) de Thomas Heywood. Cien años después, académicos ingleses y alemanes comenzaron a investigar su vida y obras, incluyendo el controvertido hallazgo de que podría ser el autor de una versión de Hamlet anterior a Shakespeare.

## Infancia, juventud y educación
Thomas Kyd era hijo de Francis y Anna Kyd. Fue bautizado en la iglesia de  St Mary Woolnoth, en Lombard Street, Londres el 6 de noviembre de 1558. Como los bautismos en esa época se efectuaban tres días después del nacimiento, es de suponer que Kyd nació el 3 de noviembre. El registro de bautizos de la iglesia de St Mary Woolnoth muestra esta inscripción: "Thomas, son of Francis Kyd, Citizen and Writer of the Courte Letter of London". Francis Kyd era escribiente y a partir de 1580, guardián o administrador de la Scriveners' Company de Londres.
En octubre de 1565 el joven Kyd fue inscrito en la recientemente fundada Merchant Taylors' School, cuyo director era Richard Mulcaster. Entre sus compañeros se encontraban Edmund Spenser y Thomas Lodge. En esta escuela Kyd recibió una educación muy completa, gracias a las ideas progresistas de Mulcaster. Además de latín y griego, el currículum incluía música, drama, educación física y modales. No existe evidencia de que Kyd asistiera a ninguna de las universidades. Puede que durante un tiempo siguiera el oficio de su padre, pues existen dos cartas escritas por él vinculadas al oficio, y la grafía de su escritura sugiere que fue entrenado como escribiente.

## Carrera literaria

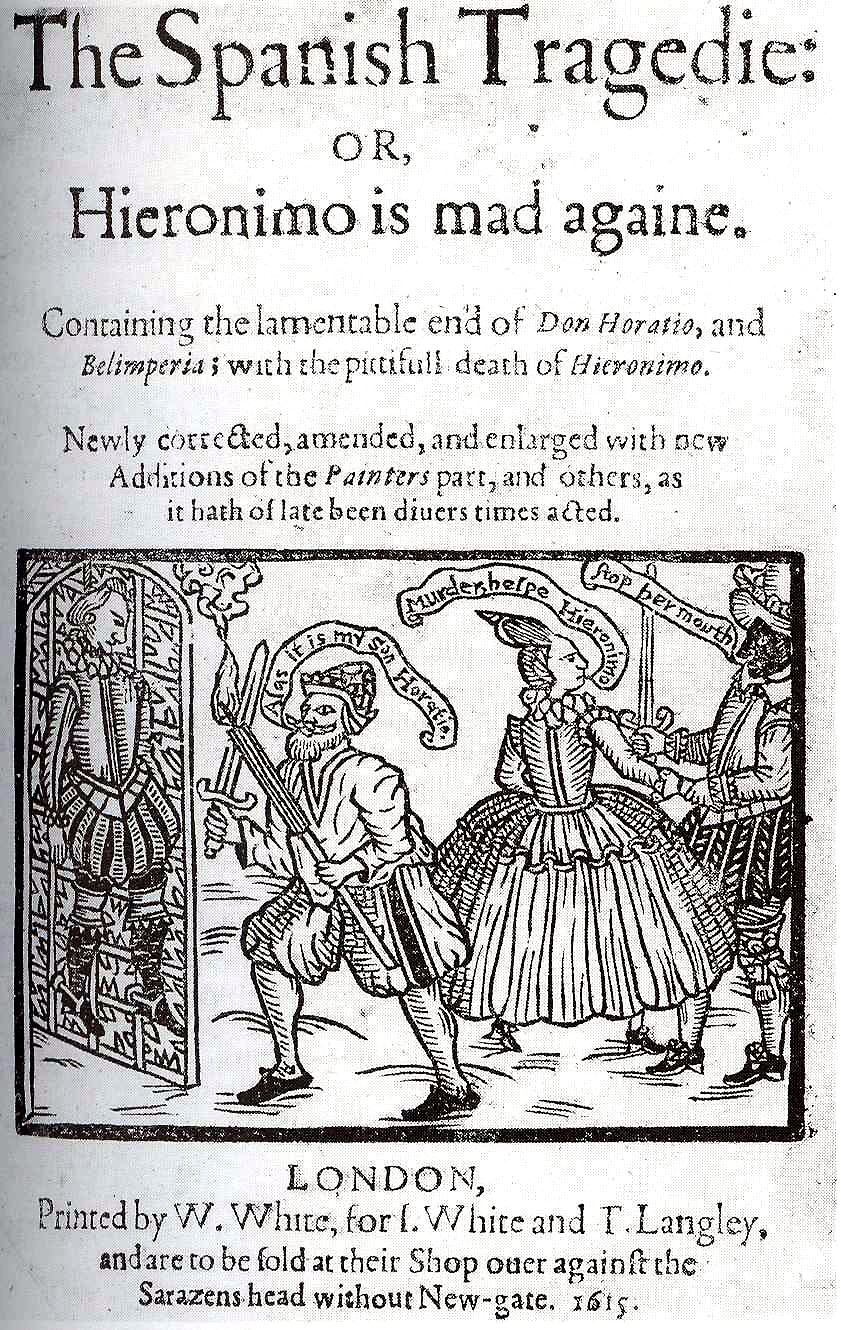
Portada de La tragedia española de Thomas Kyd, con un grabado mostrando el cuerpo de Horacio al ser descubierto por Jerónimo y Bel-Imperia.

La evidencia sugiere que Kyd se había convertido en un dramaturgo importante para finales del siglo XVI, pero poco se conoce de su actividad. Francis Meres, quien escribió sobre los dramaturgos de la época isabelina y cuya obra se emplea como fuente de información de esos autores, le situó entre "los mejores de los nuestro para la tragedia", y Heywood suele nombrarlo como "el famoso Kyd". Ben Jonson menciona a Kyd en el mismo párrafo que a Christopher Marlowe y a John Lyly en el First Folio de Shakespeare. 
La tragedia española fue escrita probablemente en los últimos años de  la década de los 80 del siglo XVI. La primera edición que ha sobrevivido hasta nuestros días se imprimió en 1592, siendo el título completo: The Spanish Tragedie, Containing the lamentable end of Don Horatio, and Bel-imperia: with the pittifull death of olde Hieronimo. Es curioso que la obra se conociera generalmente por el nombre del protagonista, "Hieronimo". Se cree que era la obra más popular de la época de Shakespeare" y que creó nuevos criterios que afectaban a la construcción de la trama y de los personajes. En 1602 se publicó una nueva versión de la obra, con añadidos de Ben Jonson.  
Otras obras de Kyd son sus traducciones de la obra de Torquato Tasso Padre di Famiglia, publicada como The Householder's Philosophy (1588); y de la Cornelia (1594) de Robert Garnier. Entre las obras que se atribuyen a Kyd, tanto enteras como en parte, se incluyen: Soliman and Perseda, King Leir y Arden of Feversham. Una versión burlesca de La tragedia española, The First Part of Jeronimo no es, casi con seguridad, obra suya. Por otro lado es ampliamente aceptado que Kyd es el autor del Hamlet previo a la de Shakespeare (véase: Ur-Hamlet). Kyd también escribió algunos poemas, pero la mayor parte de su trabajo se ha perdido o no puede identificarse como suyo. 
El éxito de las obras de Kyd se extendió por Europa; versiones de La tragedia española y Hamlet se popularizaron en Alemania y en los Países Bajos durante generaciones. La influencia de estas obras en el teatro europeo es la fuente del interés académico por la obra de Kyd en la Alemania del siglo XIX.

## Últimos años
Alrededor de 1587 Kyd entró al servicio de un noble, posiblemente Ferdinando Stanley, Lord Strange, el cual patrocinaba una compañía de actores. Es posible que Kyd trabajara como su secretario, y que escribiera también obras para la compañía. Cerca de 1591 Christopher Marlowe comenzó a trabajar también para el mismo patrón, y durante un tiempo Marlowe y Kyd vivieron y quizá escribieron juntos. 
El 11 de mayo de 1593 el Consejo Privado del Reino Unido ordenó el arresto de los autores de "varios libelos lascivos y amotinantes" ("divers lewd and mutinous libels"), cuyo cartel podía verse por todo Londres. Al día siguiente Kyd se encontraba entre los arrestados, por lo que creyó que alguien le había delatado. Registraron su alojamiento, pero en vez de la evidencia que esperaban encontrar lo que hallaron fue un texto arrianista que uno de los investigadores describió como "viles mentiras heréticas negando la eterna deidad de Jesucristo nuestro Señor y Salvador, encontrados entre los papeles de Thos. Kydd (sic.), prisionero... el cual afirma que los obtuvo de C. Marley (sic)" ("vile heretical conceits denying the eternal deity of Jesus Christ our LORD and Saviour found amongst the papers of Thos. Kydd (sic), prisoner ... which he affirmeth he had from C. Marley (sic)"). Se cree que Kyd fue brutalmente torturado para obtener esta información. Marlowe fue citado por el Consejo privado poco después de esto y mientras esperaba la decisión de éste, fue asesinado (existen varias versiones sobre cómo ocurrió esto). 
Aunque Kyd fue liberado posteriormente, no fue admitido de nuevo en el servicio de su patrón. Creyéndose también bajo sospecha de ateísmo escribió al Lord Keeper, Sir John Puck, promulgándose inocente, pero esto no le sirvió para nada. Lo último que sabemos del dramaturgo es que publicó su obra Cornelia a principios de 1594, en cuya dedicatoria a la condesa de Sussex hace referencia a los "amargos tiempos y pasiones rotas" ("bitter times and privy broken passions") que sufrió. Murió ese mismo año, a la edad de 35 años, posiblemente el 16 de julio siendo enterrado el 15 de agosto en Londres. En diciembre de ese año su madre renunció a administrar su propiedades, probablemente porque estas estaban endeudadas.